# 勃兰登堡省
勃兰登堡省 （德語：Provinz Brandenburg）是1815年至1946年间普鲁士和之后的普鲁士自由邦的一个省分。省的首府原本是波茨坦，1827年迁到柏林，1843年又迁回波茨坦，最后1918年迁到夏洛特堡。

## 历史
勃兰登堡省主要由前勃兰登堡侯国的领土组成，统治侯国的霍亨索伦王朝1618年继承了普鲁士公国，成为了勃兰登堡-普鲁士。省主要的领土变更是省的西部边界延伸到易北河以东，易北河以西的阿尔特马克（老边境）地区则并入新组成的萨克森省。奥得河东的纽马克（新边境）地区和下卢萨蒂亚都保留到勃兰登堡之内。
1920年的大柏林法案令柏林脱离勃兰登堡，并组成独立的一个省。法案亦扩张了柏林市的版图，并入了邻近的大量地区和市镇，组成了大柏林地区（德語：Groß-Berlin）。
1946年二次大战之后，奥德河-尼斯河线以东的勃兰登堡地区被割让到波兰，以组成波兹南省。剩余的地区成为苏联占领区，1949年成为东德一部分。1990年两德统一后勃兰登堡重新成为联邦德国的联邦州。

## 另見
- 勃兰登堡
- 勃兰登堡侯国
- 普鲁士